# Иремель (природный парк)
«Иремель» (баш. Ирәмәл) — природный парк, находящийся на территории Белорецкого и Учалинского районов Башкортостана, у границы с Челябинской областью. Он окружён тремя блок-постами: со стороны Учалов, со стороны деревни Николаевка Белорецкого района и села Тюлюк Катав-Ивановского района Челябинской области.

## География
Горный массив Иремель включает в себя наиболее высокие вершины: Большой и Малый Иремель, разделённые седловиной. Видны горы и хребты Аваляк, Бакты, Ямантау, Зигальга, Нургуш и другие.
Назначение природного парка: сохранение горно-тундровых, таёжных лесных и болотных экосистем, популяций редких видов растений и животных; обеспечение стабильного гидрологического режима истоков крупнейших рек Южного Урала; создание условий для развития регулируемого туризма и отдыха.

## Флора и фауна
Парк полностью покрыт лесом, на его территории обитают почти все виды охотничье-промысловых видов животных. Здесь произрастает 553 вида высших споровых и цветковых видов растений, то есть четверть всей флоры Башкортостана, в их числе 57 видов из Красной книги Республики Башкортостан, из которых 15 являются эндемиками, а 33 — реликтами.
Высокогорья массива Иремель богаты растениями горно-тундровой зоны (48 видов). Причем 11 из них – тонконог Ледебура, ива арктическая, ива шерстистая, дриада восьмилепестная, лаготис уральский и др. – встречаются только в данном районе Республики Башкортостан. К настоящему времени в результате хищнических заготовок корневищ упала до критического уровня численность эндемичного вида – родиолы иремельской.
Также, на территории заповедника встречаются около 40 редких и находящихся под угрозой исчезновения видов животных, таких как: летяга, речная выдра, марал, аист чёрный, белая и серая куропатка, травяная лягушка, таймень, европейский хариус, махаон, адмирал и прочие.

## Отдых и туризм

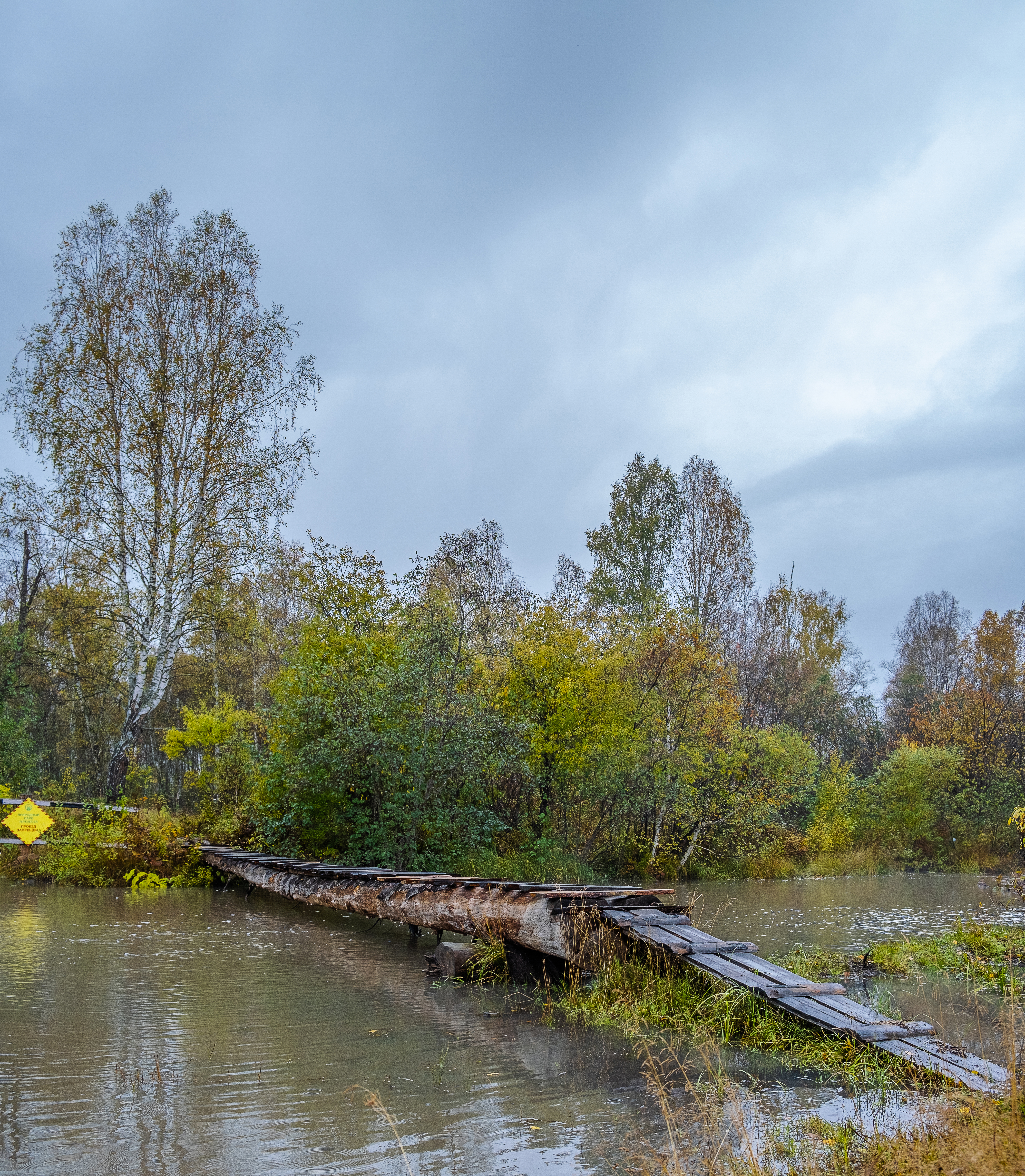
д. Байсакалово. Река Белая. Начало тропы в природный парк Иремель

Парковая территория разделена на пять зон:
- Заповедник. Вход туристам запрещён.
- Зона регулируемой рекреации. Туристическая территория, поделена на четыре маршрута: Большой Иремель, Малый Иремель, Тюлюкское и Тыгынское болота. Здесь туристам предлагаются пешие, велосипедные и конные маршруты.
- Зона рекреационного посещения отдана под кемпинги и палаточные лагеря. Отсюда открывается вид на истоки реки Белой и панорама на гору Большой Иремель.
- Буферная зона хозяйственной деятельности природного парка, где планируется возведение гостиниц, ресторанов и горнолыжной трассы.
- Коридор миграции зверей между Иремелем и Южно-Уральским государственный природным заповедником.

Экскурсионные маршруты: от п. Тюлюк, д. Новохусаиново, д. Байсакалово, д. Николаевка к подножию горы Большой Иремель.
Все экскурсионные маршруты размечены маркерами и стрелками, имеются оборудованные беседками, туалетами, кострищами и контейнерами твёрдых бытовых отходов, туристические стоянки. По экскурсионному маршруту «Тюлюк — подножье г. Большой Иремель (летний)» имеется гостевой дом. На территории природного парка «Иремель» расположены туристические приюты «Байсакал», «Три медведя», «Горный приют Иремель» и гостевой дом «Божьи коровки». Туристический приют «Байсакал» расположен на берегу Белой, у подножия хребта Аваляк, высочайшим отрогом которого является гора Иремель.